# قائمة أرقام هواتف الطوارئ

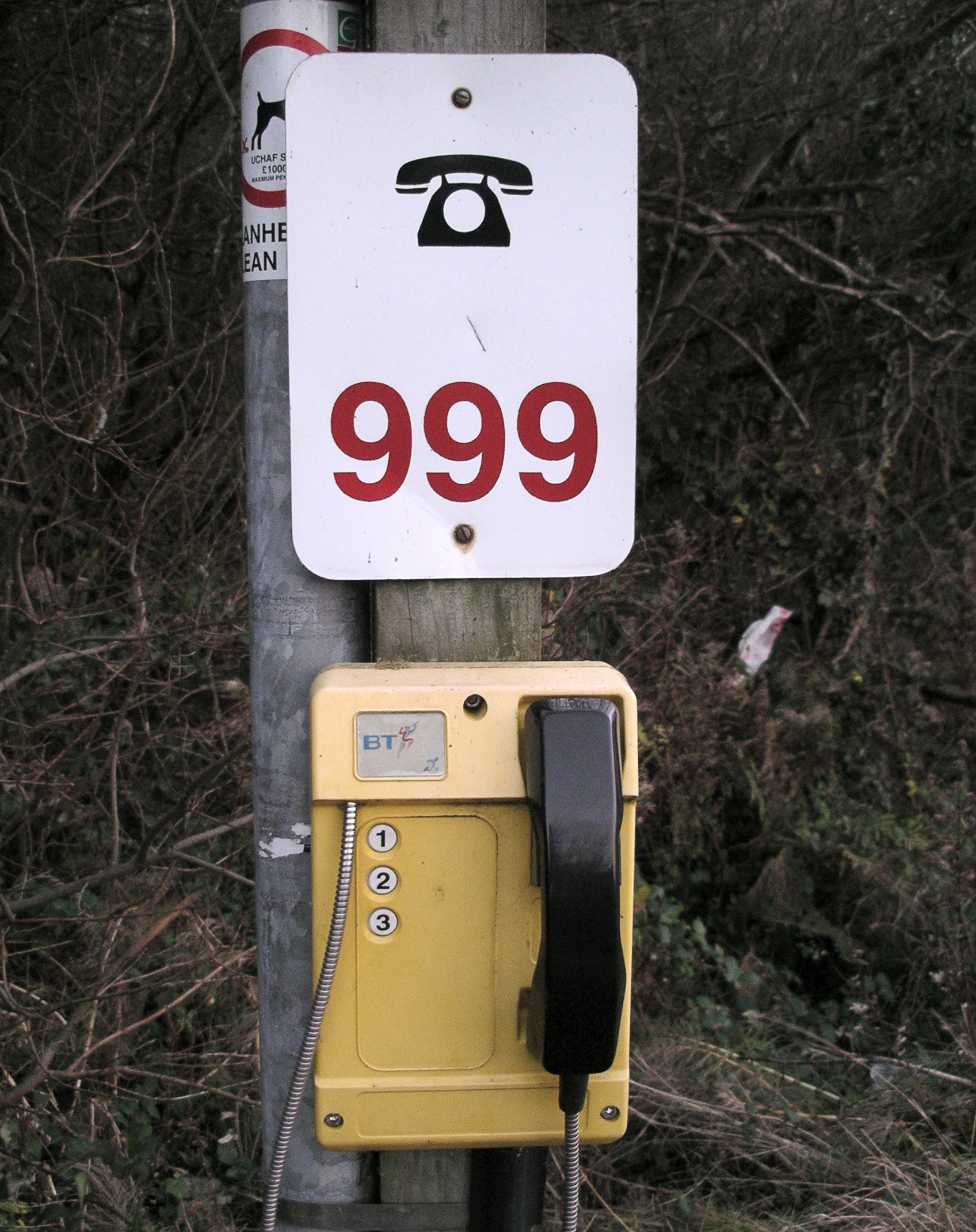
هاتف طوارئ في ساحل ويلز في تريفور ويظهر 999

فيما يلي قائمة غير نهائية بأرقام هواتف الطوارئ حسب البلد.
أرقام هواتف الطوارئ هي أرقامٌ قصيرة، معظمها تتكون من ثلاثة أرقامٍ يُمكن تذكرها بسهولةٍ والاتصال بها سريعًا. ظهر هذا المفهوم لأول مرة في لندن عام 1937 باستخدام الرقم 999، وكان ذلك بعد حريقٍ في شارع ويمبول قُتلت فيه خمس نساء، وكان أحد الجيران قد حاول الاتصال بفرقة الإطفاء ولكن ظل على الانتظار بواسطة عامل الهاتف، ثم كتب رسالةً إلى ذي تايمز وبعدها اتخذت الحكومة الإجراء. قُدم 911 المكافئ لأول مرة في وينيبيغ عام 1959 ثم تبنته الولايات المتحدة في عام 1968، حيث أُجري أول اتصالٍ في مع الدعوة الأولى التي أجريت في هاليفيل في ألاباما.
تمتلك بعض الدول أرقام طوارئ مختلفة حسب الخدمة.

## أفريقيا
| البلد                       | الشرطة            | الإسعاف                  | الإطفاء                  | ملاحظات |
| --------------------------- | ----------------- | ------------------------ | ------------------------ | --- |
| الجزائر                     | 1548 17           | 14 1021                  | 14 1021                  | الدرك- 1055 اختطاف الاطفال- 104 |
| أنغولا                      | 113               | 112/116                  | 115                      | |
| جزيرة أسينشين               | 999               | 999                      | 999                      | |
| بنين                        | 117               | 112                      | 118                      | دعم الأطفال - 160. |
| بوروندي                     | 117               | 112                      | 118                      | دعم الأطفال - 116. |
| بوتسوانا                    | 999               | 997                      | 998                      | الهواتف المحمولة - 112. |
| بوركينا فاسو                | 17                | 112                      | 18                       | طوارئ المياه - 1111; طوارئ الكهرباء - 1130. |
| الكاميرون                   | 112               | 112                      | 112                      | الشرطة - 117; الإسعاف - 119; الإطفاء - 118; طوارئ الكهرباء - 8010. |
| الرأس الأخضر                | 132               | 130                      | 131                      | طوارئ الكهرباء/المياه - 800 11 33. |
| جمهورية أفريقيا الوسطى      | 117               | 1220                     | 118                      | |
| تشاد                        | 17                | 2251-4242                | 18                       | الإسعاف - 2251-1237. |
| جزر القمر                   | 17                | 772-03-73                | 18                       | الإسعاف - 773-26-04. |
| جمهورية الكونغو             | 117               | 118                      |                          | الشرطة - 112. |
| جمهورية الكونغو الديمقراطية | 112               |                          | 118                      | |
| جيبوتي                      | 17                | 19                       | 18                       | |
| مصر                         | 122               | 123                      | 180                      | شرطة السياحة - 126; شرطة المرور - 128; طوارئ الكهرباء - 121; طوارئ الغاز - 129; الهواتف المحمولة - 112.                                                                                    |
| غينيا الاستوائية            | 114               | 115                      | 112                      | شرطة المرور - 116. |
| إريتريا                     | 113               | 114                      | 116                      | |
| إثيوبيا                     | 911               | 911                      | 911                      | الشرطة - 991; الإسعاف - 907; الإطفاء - 939; شرطة المرور - 945. |
| الغابون                     | 1730              | 1300                     | 18                       | |
| غامبيا                      | 117               | 116                      | 118                      | الشرطة - 112; طوارئ الكهرباء - 124; طوارئ المياه - 125. |
| غانا                        | 999               | 999                      | 999                      | الشرطة - 191; الإسعاف - 193; الإطفاء - 192. |
| غينيا                       | 117               | 18                       | 442-020                  | خدمة الطوارئ البحرية - 19; الدرك- 118; الدرك الوطني- 122 |
| غينيا بيساو                 | 112               | 112                      | 112                      | الشرطة - 117; الإسعاف - 119; الإطفاء - 118. |
| ساحل العاج                  | 111               | 185                      | 180                      | الشرطة - 170. |
| ليبيريا                     | 911               | 911                      | 911                      | |
| كينيا                       | 112 أو 999 أو 911 | 112 أو 999 أو 911        | 112 أو 999 أو 911        | |
| ليبيا                       | 1515              | 1515                     | 1515                     | الإسعاف - 193. |
| ليسوتو                      | 123               | 121                      | 122                      | |
| مدغشقر                      | 117               | 124                      | 118                      | شرطة المرور - 3600. |
| مالاوي                      | 997               | 998                      | 999                      | الشرطة - 990. |
| مالي                        | 17                | 15                       | 18                       | الإسعاف، الإطفاء - 112. |
| موريشيوس                    | 112               | 114                      | 115                      | الشرطة - 999; الإطفاء - 995. |
| موريتانيا                   | 117               | 101                      | 118                      | الدرك- 116; شرطة المرور - 119. |
| مايوت                       | 112               | 112                      | 112                      | الشرطة - 17; الإسعاف - 15; الإطفاء - 18. |
| المغرب                      | 19                | 15                       | 15                       | الدرك الملكي- 177; خدمة المخدرات والكحول - 113; خط ساخن للتمييز العنصري - 114; الاضطرابات غير الطارئة- 110; معلومات عامة - 160; مركز الاتصال السريع الوطني - 5050; الهواتف المحمولة - 112. |
| موزمبيق                     | 119               | 117                      | 198                      | |
| ناميبيا                     | 10 111            | يعتمد على المدينة/البلدة | يعتمد على المدينة/البلدة | |
| نيجيريا                     | 112               | 112                      | 112                      | |
| النيجر                      | 17                | 15                       | 18                       | |
| لا ريونيون                  | 112               | 112                      | 112                      | الشرطة - 17; الإسعاف - 15; الإطفاء - 18. |
| رواندا                      | 112               | 912                      | 112                      | شرطة المرور - 113. |
| سانت هيلانة                 | 999               | 999                      | 999                      | |
| ساو تومي وبرينسيب           | 112               | 112                      | 112                      | |
| السنغال                     | 17                | 18                       | 1515                     | |
| سيشل                        | 112 أو 999        | 112 أو 999               | 112 أو 999               | الشرطة - 133; الإسعاف - 151. |
| سيراليون                    | 019               | 999                      | 999                      | |
| الصومال                     | 888               | 999                      | 555                      | شرطة المرور - 777. |
| جنوب أفريقيا                | 10 111            | 10 177                   | 10 177                   | طوارئ كيب تاون - 107; الهواتف المحمولة - 112. |
| السودان                     | 999               | 999                      | 999                      | شرطة المرور - 777 777. |
| جنوب السودان                | 999               | 999                      | 999                      | |
| إسواتيني                    | 999               | 977                      | 933                      | |
| تنزانيا                     | 112               | 114                      | 115                      | الشرطة - 999. |
| توغو                        | 117               | 8200                     | 118                      | |
| تريستان دا كونا             | 999               | 911                      | 999                      | |
| تونس                        | 197               | 198                      | 190                      | الحرس الوطني - 193. |
| أوغندا                      | 112               | 911                      | 112                      | الشرطة، الإطفاء - 999. |
| الصحراء الغربية             | 150               | 150                      | 150                      | |
| زامبيا                      | 999               | 999                      | 999                      | الشرطة - 911; الإسعاف - 992; الإطفاء - 993; الهواتف المحمولة - 112. |
| زيمبابوي                    | 999               | 999                      | 999                      | الشرطة - 995; الإسعاف - 994; الإطفاء - 993; الهواتف المحمولة - 112. |

## القارة القطبية الجنوبية
| البلد                   | الشرطة | الإسعاف | الإطفاء | ملاحظات |
| ----------------------- | ------ | ------- | ------- | --- |
| القارة القطبية الجنوبية | 911    | 911     | 911     | اتصل على أقرب جزيرة/دولة لديها نظام شرطة/طوارئ. في حالة عدم وجود استجابة، من المرجح أن تعمل 112 أو 999 (تعمل جميع أرقام الطوارئ الموضحة في هذه المقالة أيضًا). القارة القطبية الجنوبية ليس لديها مركز اتصال للطوارئ. |

## آسيا
| البلد                         | الشرطة                                        | الإسعاف       | الإطفاء                    | ملاحظات |
| ----------------------------- | --------------------------------------------- | ------------- | -------------------------- | --- |
| أبخازيا                       | 102                                           | 103           | 101                        | |
| أفغانستان                     | 119                                           | 112           | 119                        | |
| أكروتيري ودكليا               | 112 أو 999                                    | 112 أو 999    | 112 أو 999                 | |
| البحرين                       | 999                                           | 999           | 999                        | الهواتف المحمولة - 112، شرطة المرور - 199، خفر السواحل - 994. |
| بنغلاديش                      | 999                                           | 999           | 999                        | هيئة مكافحة الفساد - 106، خدمات المعلومات الزراعية 16123، خدمات الصحة 16263، دكا واسا 16162، وزارة الأطفال والنساء 109، خدمات قانونية 16430                                                                                               |
| بوتان                         | 113                                           | 112           | 110                        | |
| إقليم المحيط الهندي البريطاني | 112 أو 999                                    | 112 أو 999    | 112 أو 999                 | |
| بروناي                        | 993                                           | 991           | 995                        | البحث والإنقاذ - 998 |
| بورما                         | 999                                           | 999           | 999                        | الشرطة - 199; الإسعاف - 192; الإطفاء - 191. |
| كمبوديا                       | 117                                           | 119           | 118                        | خط مساعدة الطفل - 1280. |
| الصين                         | 110                                           | 120           | 119                        | خدمة الرسالة القصيرة الشرطة - 12110; شرطة الطرق - 122; خدمة الإسعاف الخاص (بكين فقط) - 999. الاتصال في 112 أو 911 على الهاتف المحمول يقوم بتشغيل رسالة ثنائية اللغة بالإنجليزية والصينية حول أرقام الطوارئ الأخرى التي يمكن الوصول إليها. |
| جزيرة عيد الميلاد             | 000                                           | 000           | 000                        | |
| جزر كوكوس                     | 000                                           | 000           | 000                        | |
| تيمور الشرقية                 | 112                                           | 112           | 112                        | |
| هونغ كونغ                     | 999 لحالات الطوارئ العامة 18222 احتيال الهاتف | 999           | 999                        | رسائل/فاكس الصم - 992; الهواتف المحمولة - 112. |
| الهند                         | 100 / 112                                     | 102/108 / 112 | 101 / 112                  | {{{2}}} |
| إندونيسيا                     | 110                                           | 118 أو 119    | 112 في جاكرتا، 113 أو 1131 | الإسعاف - 119; البحث والإنقاذ - 115; الكوارث الطبيعية - 129; طوارئ الكهرباء - 123; الهواتف المحمولة - 112، الصحة النفسية - 500-454. |
| إيران                         | 110                                           | 115           | 125                        | حالات الطوارئ العامة هي أيضًا 110. الطوارئ الاجتماعية - 123; مركز معلومات المرور على الطرق - 141; الهلال الأحمر الإيراني- 112 (ليس للهواتف المحمولة). 112 و911 تحويلة إلى 110 على الهواتف المحمولة.                                        |
| العراق                        | 112 أو 911                                    | 112 أو 911    | 112 أو 911                 | الشرطة - 104; الإسعاف - 122; الإطفاء - 115. |
| إسرائيل                       | 100                                           | 101           | 102                        | شركة الكهرباء الإسرائيلية - 103; قيادة الجبهة الداخلية الإسرائيلية - 104; الخط الساخن لإساءة معاملة الأطفال عبر الإنترنت - 105; مخاطر بلدية غير طارئة - 106; استفسارات غير طارئة للشرطة - 110; الهواتف المحمولة - 112.                    |
| اليابان                       | 110                                           | 119           | 119                        | حرس الحدود الياباني - 118; معلومات عن حالات الطوارئ - # 7119 (مكالمة مجانية)، # 9110 (مكالمة مدفوعة); المساعدة على الطريق - #8139. 112 و911 تحويل إلى 110 على الهواتف المحمولة.                                                           |
| الأردن                        | 911                                           | 911           | 911                        | الهواتف المحمولة - 112. |
| كازاخستان                     | 112                                           | 112           | 112                        | الشرطة - 102; الإسعاف - 103; الإطفاء - 101; تسريب الغاز - 104. |
| قرغيزستان                     | 102                                           | 103           | 101                        | |
| كوريا الشمالية                | 110                                           | 119           | 119                        | |
| كوريا الجنوبية                | 112                                           | 119 أو 911    | 119 أو 911                 | الأمن القومي - 111;الإبلاغ عن الجواسيس - 113;أشخاص مفقودون - 182; غير طارئة - 110 إبلاغ المخدرات - 127 |
| الكويت                        | 112                                           | 112           | 112                        | |
| لاوس                          | 191                                           | 195           | 190                        | |
| لبنان                         | 999 أو 112                                    | 140           | 175                        | الشرطة - 160; الدفاع المدني - 125. |
| ماكاو                         | 999                                           | 999           | 999                        | الهواتف المحمولة - 110 أو 112. |
| جزر المالديف                  | 119                                           | 102           | 118                        | شرطة المرور - 191. |
| ماليزيا                       | 999                                           | 999           | 994                        | المركز الوطني - 1300221188 |
| منغوليا                       | 105                                           | 105           | 105                        | الشرطة - 102; الإسعاف - 103; الإطفاء - 101. |
| نيبال                         | 100                                           | 102           | 101                        | شرطة المرور - 103; الهواتف المحمولة - 112. |
| سلطنة عمان                    | 9999                                          | 9999          | 9999                       | الهواتف المحمولة - 112. |
| باكستان                       | 15                                            | 115 و1122     | 16                         | الإسعاف - 1122; شرطة المرور - 1915; الهواتف المحمولة - 112; خط مساعدة المرأة البنجابية 1043. |
| الفلبين                       | 911                                           | 911           | 911                        | الخط الساخن للشكوى الوطنية- 8888; الإساءة للأطفال - 163; الاتجار بالبشر - 1343; مساعدة السائق - 136 (مانيلا فقط) |
| فلسطين                        | 100                                           | 101           | 102                        | |
| قطر                           | 999                                           | 999           | 999                        | الهواتف المحمولة - 112. |
| السعودية                      | 911                                           | 911           | 911                        | الشرطة - 999; الإسعاف - 997; الإطفاء - 998; شرطة المرور - 993. |
| سنغافورة                      | 999                                           | 995           | 995                        | الهواتف المحمولة - 112 أو 911; إسعاف غير طارئ - 1777; الخط الساخن للشرطة- 1800 255 0000; شرطة المرور - 6547 0000. |
| سريلانكا                      | 119                                           | 110           | 110                        | شرطة المرور - 11-269-11-11. |
| سوريا                         | 112                                           | 110           | 113                        | |
| تايوان                        | 110                                           | 119           | 119                        | الهواتف المحمولة - 112; العنف المنزلي - 113. |
| طاجيكستان                     | 112                                           | 112           | 112                        | الشرطة - 102; الإسعاف - 103; الإطفاء - 101; تسريب الغاز - 104. |
| تايلاند                       | 191 أو 911                                    | 1669          | 199                        | 911 يمكن أن تستخدم أيضًا لرقم الطوارئ العالمي؛ الإسعاف (بانكوك فقط) - 1646; شرطة السياحة - 1155; مركز مراقبة الحركة (مترو بانكوك فقط) - 1197; دوريات الطرق السريعة - 1193; الهواتف المحمولة - 112.                                         |
| تركمانستان                    | 112                                           | 112           | 112                        | الشرطة - 102; الإسعاف - 103; الإطفاء - 101; تسريب الغاز - 104. |
| الإمارات العربية المتحدة      | 999                                           | 999           | 999                        | الشرطة - 911; الإسعاف - 998; الإطفاء - 997; خفر السواحل - 996; أعطال الكهرباء - 991; أعطال المياه - 922 |
| أوزبكستان                     | 102                                           | 101           | 103                        | خدمة الطوارئ- 1050; تسريب الغاز- 104; الإسكان والخدمات المجتمعية- 1055. |
| فيتنام                        | 113                                           | 115           | 114                        | |
| اليمن                         | 194                                           | 191           | 191                        | |

## أوروبا
رقم الطوارئ الأوروبي المشترك هو 112 (وفقًا للتوجيه 2002/22/EC- التوجيه العام للخدمة) وأيضًا معيار على هواتف جي إس إم. يستخدم 112 في جميع الدول الأعضاء في الاتحاد الأوروبي وجورجيا وأيسلندا وليختنشتاين وجمهورية مقدونيا والجبل الأسود والنرويج وسويسرا وتركيا وأوكرانيا وبعض البلدان الأخرى بالإضافة إلى أرقام الطوارئ الأخرى أو كرقم الطوارئ الرئيسي.
| البلد            | الشرطة                             | الإسعاف                            | الإطفاء                            | ملاحظات |
| ---------------- | ---------------------------------- | ---------------------------------- | ---------------------------------- | --- |
| جزر أولاند       | 112                                | 112                                | 112                                | شرطة غير طارئة - 018 527 100; التحكم بالسموم - 09 471 977. |
| ألبانيا          | 112                                | 112                                | 112                                | الشرطة - 129; الإسعاف - 127; الإطفاء - 128; شرطة المرور - 126; طوارئ البحر - 125. |
| أندورا           | 112                                | 112                                | 112                                | الشرطة - 110; الإسعاف - 116; الإطفاء - 118. |
| أرمينيا          | 112 أو 911                         | 112 أو 911                         | 112 أو 911                         | الشرطة - 102; الإسعاف - 103; الإطفاء - 101; طوارئ الغاز - 104; شرطة المرور - 177; البحث والإنقاذ - 108. |
| النمسا           | 133                                | 144                                | 122                                | طوارئ الغاز – 128; الإنقاذ في الجبال - 140; أطباء - 141; خط ساخن للأزمات - 142; دعم الأطفال والمراهقين - 147; شرطة غير طارئة - 059 133; رسائل/فاكس الصم - 0800 133 133; السموممركز المعلومات - 01 406 43 43.                                                                                                 |
| أذربيجان         | 112                                | 112                                | 112                                | الشرطة - 102; الإسعاف - 103; الإطفاء - 101; خدمة الغاز - 104; شرطة المرور - 902; طوارئ الكهرباء - 199. |
| بيلاروسيا        | 102                                | 103                                | 101                                | الإطفاء - 112; طوارئ الغاز - 104. |
| بلجيكا           | 112                                | 112                                | 112                                | الشرطة - 101; الإسعاف، الإطفاء - 100; الأطفال المفقودون - 116 000; خط ساخن للمشاكل النفسية - 106; الهلال الأحمر - 105; منع الانتحار - 1813; خط مساعدة الطفل والمراهق - 102; الاتصال911، 112 و1123 سيحول المتصل إلى 100; إذا اتصل على 100 أو 112 للشرطة، يحول المتصل إلى 101; فرقة الإطفاء غير الطارئ - 1722. |
| البوسنة والهرسك  | 112                                | 112                                | 112                                | الشرطة - 122; الإسعاف - 124; الإطفاء - 123; حماية مدنية - 121. |
| بلغاريا          | 112                                | 112                                | 112                                | الشرطة - 166; الإسعاف - 150; الإطفاء - 160. |
| كرواتيا          | 112                                | 112                                | 112                                | الشرطة - 192; الإسعاف - 194; الإطفاء - 193; البحث والإنقاذ في البحر - 195; مساعدة الطرق - 1987. |
| قبرص             | 112 أو 199                         | 112 أو 199                         | 112 أو 199                         | الإنقاذ البحري/الجوي - 1441; دعم مكافحة المخدرات- 1410 أو 1498; التحكم بالسموم - 1401. |
| التشيك           | 112                                | 112                                | 112                                | الشرطة - 158; الإسعاف - 155; الإطفاء - 150; الشرطة البلدية - 156. |
| الدنمارك         | 112                                | 112                                | 112                                | شرطة غير طارئة - 114. |
| إستونيا          | 112                                | 112                                | 112                                | |
| جزر فارو         | 112                                | 112                                | 112                                | شرطة غير طارئة - 114. |
| فنلندا           | 112                                | 112                                | 112                                | الإنقاذ البحري - 02 94 1000. |
| فرنسا            | 112                                | 112                                | 112                                | شرطة وطنية - 17; إسعاف تديرها المستشفى - 15; سيارة إسعاف تابعة لإطفاء الحريق، الإطفاء - 18; المشرد- 115; رسائل/فاكس الصم - 114; الخط الساخن لضرب الأطفال - 119; الأطفال المفقودون - 116 000; الإنقاذ البحري- 196.                                                                                            |
| جورجيا           | 112                                | 112                                | 112                                | |
| ألمانيا          | 112                                | 112                                | 112                                | خاصة بالنسبة لفرقة الإطفاء وخدمة الإنقاذ. الشرطة - 110. خدمة الإنقاذ بالإضافة إلى ذلك (قديمة) 19222. الخدمة الطبية عند الطوارئ غير الطارئة: 116 117. استدعاء بطاقة الخصم والائتمان 116 116. إدارة الطوارئ - الاتصال بالرقم 115. الشرطة العسكرية: 0800 190 9999. شرطة السكك الحديدية: 0800 6 888 000.         |
| جبل طارق         | 112 أو 999                         | 112 أو 999                         | 112 أو 999                         | الإطفاء، الإسعاف - 190; الشرطة - 199. |
| اليونان          | 112                                | 112                                | 112                                | الشرطة - 100; الإسعاف - 166; الإطفاء - 199; إطفاء الغابات- 1591; خفر السواحل - 108; مكافحة المخدرات- 109; شرطة السياحة - 171; المساعدات الاجتماعية - 197. |
| جرينلاند         | 112                                | 112                                | 112                                | الهواتف المحمولة فقط. من الهواتف الأرضية الاتصال الهاتفي المحلي بقسم الشرطة والمستشفى وفرقة الإطفاء. |
| غيرنزي           | 112 أو 999                         | 112 أو 999                         | 112 أو 999                         | |
| المجر            | 112                                | 112                                | 112                                | الشرطة - 107; الإسعاف - 104; الإطفاء - 105; طوارئ المياه - 1817. |
| آيسلندا          | 112 محليًا و+354 570 2112 من الخارج | 112 محليًا و+354 570 2112 من الخارج | 112 محليًا و+354 570 2112 من الخارج | شرطة غير طارئة (منطقة ريكيافيك) - 444 10 00. 911 تحويلات إلى 112 على الهواتف المحمولة. |
| جمهورية أيرلندا  | 112 أو 999                         | 112 أو 999                         | 112 أو 999                         | يمكن إرسال رسائل نصية إلى 112 بعد التسجيل عن طريق إرسال رسالة نصية مع كلمة "تسجيل" إلى 112. |
| جزيرة مان        | 112 أو 999                         | 112 أو 999                         | 112 أو 999                         | |
| إيطاليا          | 112                                | 112                                | 112                                | الشرطة ‏ - 113; كارابينييري - 112; الإسعاف - 118; الإطفاء - 115; خدمة الغابات - 1515; الشرطة الجمارك/المالية - 117; خفر السواحل - 1530. 911 تحويلات إلى 112. |
| جيرزي            | 112 أو 999                         | 112 أو 999                         | 112 أو 999                         | |
| كوسوفو           | 112                                | 112                                | 112                                | الشرطة - 192; الإطفاء - 193; الإسعاف - 194. |
| لاتفيا           | 112                                | 112                                | 112                                | الشرطة - 110; الإسعاف - 113; طوارئ الغاز - 114. |
| ليتوانيا         | 112                                | 112                                | 112                                | |
| ليختنشتاين       | 112                                | 112                                | 112                                | الشرطة - 117; الإسعاف - 144; الإطفاء - 118. |
| لوكسمبورغ        | 112                                | 112                                | 112                                | الشرطة - 113. |
| مقدونيا الشمالية | 112                                | 112                                | 112                                | الشرطة - 192; الإسعاف - 194; الإطفاء - 193. |
| مالطا            | 112                                | 112                                | 112                                | خط المساعدة- 119. |
| مولدوفا          | 112                                | 112                                | 112                                | |
| موناكو           | 112                                | 112                                | 112                                | الشرطة - 17; إسعاف يديرها مستشفى - 15; سيارة إسعاف تابعة لإطفاء الحرائق، الإطفاء - 18. |
| الجبل الأسود     | 112                                | 112                                | 112                                | الشرطة - 122; الإسعاف - 124; الإطفاء - 123. |
| هولندا           | 112                                | 112                                | 112                                | رسالة هاتف نصية - 0800 81 12; شرطة غير طارئة - 0900 88 44 أو 0343 578 844; شرطة غير طارئة (رسالة هاتف نصية) - 0900 18 44; منع الانتحار - 0900 01 13; طوارئ الحيوانات - 144; إيذاء الطفل - 0900 123 12 30; الخط الساخن لمكافحة البلطجة - 0800 90 50.                                                          |
| قبرص الشمالية    | 112                                | 112                                | 112                                | الشرطة - 155; الإطفاء - 199. |
| النرويج          | 112                                | 113                                | 110                                | طوارئ البحر - 120; شرطة غير طارئة – 02 800; إيذاء الطفل والعنف الأسري - 116 111; رسالة نصية - 1412. أقرب رعاية صحية خارج ساعات العمل - 116 117; 911 تحويلات إلى 112. |
| بولندا           | 112                                | 112                                | 112                                | الشرطة – 997; الإطفاء – 998; الإسعاف – 999; الشرطة البلدية – 986; الإنقاذ في الجبال – 985 أو (+48) 601 100 300; طوارئ الغاز – 992; مساعدة الطرق - 981. |
| البرتغال         | 112                                | 112                                | 112                                | إطفاء الغابات – 117; الطوارئ الاجتماعية – 144. |
| رومانيا          | 112 أو 911                         | 112 أو 911                         | 112 أو 911                         | 911 تحويلات إلى 112 |
| روسيا            | 112                                | 112                                | 112                                | الشرطة - 102; الإسعاف - 103; الإطفاء - 101; طوارئ الغاز - 104. |
| سان مارينو       | 112                                | 112                                | 112                                | الشرطة ‏ – 113; الإسعاف – 118; الإطفاء – 115. |
| صربيا            | 192                                | 194                                | 193                                | الحماية المدنية - 1985; 112 تحويلات إلى 192. من الممكن طلب الرقم 112 والحصول على اتصال مباشر مع خدمة الطوارئ والضغط على 1 للشرطة، 2 للإسعاف و3 للإطفاء على مشغل vip للهواتف المحمولة. |
| سلوفاكيا         | 112                                | 112                                | 112                                | الشرطة – 158; الإسعاف – 155; الإطفاء – 150. |
| سلوفينيا         | 112                                | 112                                | 112                                | الشرطة – 113; Road help - 1987; طوارئ البحر - 080 18 00. |
| إسبانيا          | 112                                | 112                                | 112                                | الشرطة: الشرطة الوطنية - 091; الحرس المدني - 062; الشرطة اللاإرادية - 112; الشرطة البلدية - 092. الإطفاء: رجل إطفاء - 080; رجل إطفاء - 085. الإسعاف: خدمات الطوارئ الطبية في اسبانيا - 061. أخرى: دفاع مدني - 1006، إنقاذ بحري - 902 202 202; الحركة الدولية للصليب الأحمر والهلال الأحمر - 901 222 222.     |
| السويد           | 112                                | 112                                | 112                                | شرطة غير طارئة - 114 14; نصيحة طبية غير طارئة- 1177; المعلومات أثناء الحوادث والأزمات- 113 13. |
| سويسرا           | 112                                | 112                                | 112                                | الشرطة – 117; الإسعاف – 144; الإطفاء – 118; التحكم بالسموم – 145; مساعدة الطرق – 0800 140 140; الدعم النفسي – 143; الدعم النفسي للطفل والمراهق – 147; ريغا إنقاذ جوي– 1414 أو عبر الراديو على 161.300 ميغاهيرتز؛ (كانتون فاليز فقط) – 1415.                                                                  |
| ترانسنيستريا     | 102                                | 103                                | 101                                | |
| تركيا            | 112                                | 112                                | 112                                | الشرطة البلدية - 153; طوارئ الغاز - 187; طوارئ الكهرباء - 186; طوارئ المياه - 185; التحكم بالسموم - 114; إيذاء الطفل والعنف الأسري - 183 |
| أوكرانيا         | 112                                | 112                                | 112                                | الشرطة - 102; الإسعاف - 103; الإطفاء - 101; طوارئ الغاز - 104. |
| المملكة المتحدة  | 999 أو 112                         | 999 أو 112                         | 999 أو 112                         | شرطة غير طارئة - 101; القضايا الصحية غير الطارئة - 111. يمكن إرسال رسائل نصية إلى 999 بعد التسجيل عن طريق إرسال رسالة نصية مع كلمة "تسجيل" إلى 999. 911 تحويلات إلى 999 على الهواتف المحمولة; انقطاع التيار الكهربائي- 105.                                                                                  |
| الفاتيكان        | 112                                | 112                                | 112                                | الشرطة ‏ – 113; الإسعاف – 118; الإطفاء – 115. |

## أوقيانوسيا
| البلد               | الشرطة     | الإسعاف    | الإطفاء    | ملاحظات |
| ------------------- | ---------- | ---------- | ---------- | --- |
| ساموا الأمريكية     | 911        | 911        | 911        | |
| أستراليا            | 000        | 000        | 000        | الهواتف المحمولة - 112 أو 000; خدمة الطوارئ في الدولة – 132 500; خدمة الترحيل الوطنية - 106 ‏; شرطة لغير الطوارئ – 131 444 (NSW, QLD, SA,WA, NT, TAS ACT); إيقاف الجريمة – 1800 333 000; تهديدات للأمن القومي – 1800 123 400. |
| جزر كوك             | 999        | 998        | 996        | |
| فيجي                | 000 أو 911 | 000 أو 911 | 000 أو 911 | إيقاف الجريمة - 919. |
| بولينزيا الفرنسية   | 112        | 112        | 112        | الشرطة - 17; الإسعاف - 15; الإطفاء - 18. |
| غوام                | 911        | 911        | 911        | |
| كيريباتي            | 999        | 999        | 999        | الشرطة - 192; الإسعاف - 194; الإطفاء - 193. |
| جزر مارشال          | 911        | 911        | 911        | |
| ميكرونيسيا          | 911        | 911        | 911        | |
| ناورو               | 110        | 111        | 112        | |
| كاليدونيا الجديدة   | 112        | 112        | 112        | الشرطة - 17; الإسعاف - 15; الإطفاء - 18. |
| نيوزيلندا           | 111        | 111        | 111        | يمكن إرسال رسائل إلى 111 من الهواتف المحمولة المسجلة. حركة المرور- *555 (الهواتف المحمولة فقط). 112 و911 إعادة التوجيه إلى 111 على الهواتف المحمولة. طلب 000 و999 يشغل رسالة مسجلة مسبقًا تنصح المتصل بالاتصال بالرقم 111. جهاز الاتصالات للصم - 0800 161 610؛ فاكس الصم - 0800 161 616؛ إيقاف الجريمة- 0800 555 111. شرطة غير الطارئة 105. |
| بالاو               | 911        | 911        | 911        | |
| بابوا غينيا الجديدة | 112        | 111        | 110        | |
| ساموا               | 999        | 999        | 999        | الشرطة - 995; الإسعاف - 996; الإطفاء - 994. |
| جزر سليمان          | 911 أو 999 | 911 أو 999 | 911 أو 999 | في المدن، توجد أرقام محلية تتصل بسرعة أكبر من أي منهما 911 أو 999. |
| تونغا               | 911        | 911        | 911        | الشرطة - 922; الإسعاف - 933; الإطفاء - 999. |
| توفالو              | 911        | 911        | 911        | |
| فانواتو             | 112        | 112        | 112        | |

## أمريكا الوسطى
| البلد          | الشرطة | الإسعاف | الإطفاء | ملاحظات                                  |
| -------------- | ------ | ------- | ------- | ---------------------------------------- |
| بليز           | 911    | 911     | 911     |                                          |
| جزيرة كليبرتون | 112    | 112     | 112     | الشرطة - 17; الإسعاف - 15; الإطفاء - 18. |
| كوستاريكا      | 911    | 911     | 911     | الهواتف المحمولة - 112.                  |
| غواتيمالا      | 110    | 128     | 122     | الشرطة - 120; الإطفاء - 123.             |
| السلفادور      | 911    | 132     | 913     |                                          |
| هندوراس        | 911    | 195     | 198     | الشرطة - 911.                            |
| نيكاراجوا      | 118    | 128     | 115     | الإطفاء - 911.                           |
| بنما           | 911    | 911     | 911     | الشرطة - 104; الإطفاء - 103.             |

## الكاريبي
| البلد                    | الشرطة     | الإسعاف    | الإطفاء    | ملاحظات                                    |
| ------------------------ | ---------- | ---------- | ---------- | ------------------------------------------ |
| أنتيغوا وباربودا         | 911 أو 999 | 911 أو 999 | 911 أو 999 |                                            |
| أنجويلا                  | 911        | 911        | 911        |                                            |
| أروبا                    | 911        | 911        | 911        |                                            |
| الجزر العذراء البريطانية | 911 أو 999 | 911 أو 999 | 911 أو 999 |                                            |
| كوبا                     | 106        | 104        | 105        |                                            |
| كوراساو                  | 911        | 912        | 911        |                                            |
| دومينيكا                 | 999        | 999        | 999        |                                            |
| غرينادا                  | 911        | 911        | 911        |                                            |
| جوادلوب                  | 112        | 112        | 112        | الشرطة - 17; الإسعاف - 15; الإطفاء - 18.   |
| مارتينيك                 | 112        | 112        | 112        | الشرطة - 17; الإسعاف - 15; الإطفاء - 18.   |
| مونتسرات                 | 911 أو 999 | 911 أو 999 | 911 أو 999 |                                            |
| جزيرة نافاسا             | 911        | 911        | 911        |                                            |
| سانت كيتس ونيفيس         | 911        | 911        | 911        |                                            |
| سانت لوسيا               | 911 أو 999 | 911 أو 999 | 911 أو 999 |                                            |
| سانت فينسنت والغرينادين  | 911 أو 999 | 911 أو 999 | 911 أو 999 |                                            |
| جزر العذراء الأمريكية    | 911        | 911        | 911        |                                            |
| باربادوس                 | 911        | 911        | 911        | الشرطة - 211; الإسعاف - 511; الإطفاء - 311 |
| بونير                    | 911        | 911        | 911        |                                            |
| جزر كايمان               | 911        | 911        | 911        |                                            |
| جمهورية الدومينيكان      | 911        | 911        | 911        | 112 تحويلات إلى 911 على الهواتف المحمولة.  |
| هايتي                    | 114        | 116        | 115        | الشرطة - 122.                              |
| بورتوريكو                | 911        | 911        | 911        |                                            |
| ترينيداد وتوباغو         | 999 أو 911 | 811        | 990        | الشرطة - 999 أو 911.                       |
| جامايكا                  | 119        | 110        | 110        |                                            |

## أمريكا الشمالية
| البلد            | الشرطة     | الإسعاف    | الإطفاء    | ملاحظات |
| ---------------- | ---------- | ---------- | ---------- | --- |
| برمودا           | 911        | 911        | 911        | |
| كندا             | 911        | 911        | 911        | غير طارئة - 311 (بعض المناطق فقط). 112 تحويلات إلى 911 على الهواتف المحمولة. |
| المكسيك          | 911        | 911        | 911        | الطوارئ - 911; شكوى مجهولة - 089. |
| سان بيار وميكلون | 112        | 112        | 112        | الشرطة - 17; الإسعاف - 15; الإطفاء - 18. |
| الولايات المتحدة | 911        | 911        | 911        | تتوفر العديد من الخدمات من خلال رموز N11 الإقليمية أو الوطنية (على سبيل المثال: 311 للشرطة أو خدمات المدن غير الطارئة) في مناطق معينة. قد يصل الاتصال برقم #77 من هاتف محمول إلى دورية الطريق السريع في بعض الولايات. تقوم بعض شركات النقل بإعادة توجيه 112 أو 999 إلى 911. |
| البهاما          | 911 أو 919 | 911 أو 919 | 911 أو 919 | الهواتف المحمولة - 112. |

## أمريكا الجنوبية
| البلد                                  | الشرطة     | الإسعاف    | الإطفاء    | ملاحظات |
| -------------------------------------- | ---------- | ---------- | ---------- | --- |
| الأرجنتين                              | 911        | 911        | 911        | الشرطة - 101; الإسعاف - 107; الإطفاء - 100; الدفاع المدني - 103; نيرات الغابات - 105; خفر السواحل - 106. 112 تحويلات إلى 911 على الهواتف المحمولة. |
| بوليفيا                                | 911        | 911        | 911        | الشرطة - 110; الإسعاف - 118; الإطفاء - 119; الحماية المدنية - 114; الشرطة الوطنية - 120. |
| البرازيل                               | 190        | 192        | 193        | شرطة الطرق السريعة الفيدرالية - 191; الشرطة الفيدرالية - 194; الشرطة المدنية - 197; شرطة الطرق السريعة في الولاية - 198; الدفاع المدني - 199; الحرس البلدي - 153; حقوق الإنسان - 100; الطوارئ في منطقة مركوسل - 128. 112 و911 تحويلات إلى 190 على الهواتف المحمولة. |
| تشيلي                                  | 133        | 131        | 132        | اختصار مُفيد ABC123:‏ Ambulancia (الإسعاف) 131،‏ Bomberos (الإطفاء) 132،‏ Carabineros (الشرطة) 133.‏ 911 تحويلات إلى 133. |
| كولومبيا                               | 123        | 123        | 123        | الشرطة - 112; الإسعاف - 125; الإطفاء - 119، الخط الساخن لمكافحة الاختطاف - 165. |
| الإكوادور                              | 911        | 911        | 911        | الشرطة - 101; الإسعاف - 131; الإطفاء - 102; الطوارئ في غواياكيل - 112; شرطة المرور في غواياكيل - 103. |
| جزر فوكلاند                            | 112 أو 999 | 112 أو 999 | 112 أو 999 | |
| غويانا الفرنسية                        | 112        | 112        | 112        | الشرطة - 17; الإسعاف - 15; الإطفاء - 18. |
| غويانا                                 | 999        | 999        | 999        | الشرطة - 911; الإسعاف - 913; الإطفاء - 912. |
| باراغواي                               | 911        | 911        | 911        | الشرطة - 912; الإسعاف - 141; الإطفاء - 132. |
| بيرو                                   | 911        | 911        | 911        | الشرطة - 105; الإسعاف - 106; الإطفاء - 116; الدفاع المدني - 115; العنف المنزلي - 100. |
| جورجيا الجنوبية وجزر ساندويتش الجنوبية | 999        | 999        | 999        | |
| سورينام                                | 115        | 115        | 115        | الشرطة - 115; الإسعاف - 113; الإطفاء - 110. |
| أوروغواي                               | 911        | 911        | 911        | الشرطة - 109; الإسعاف - 105; الإطفاء - 104. |
| فنزويلا                                | 911 و171   | 911 و171   | 911 و171   | الشرطة - 171; الإسعاف - 171; الإطفاء - 171. |